# Akt (Theater)
Ein Akt oder Aufzug ist im Drama ein Hauptabschnitt der Handlung, dessen Schluss durch das Fallen des Vorhangs gekennzeichnet wird. In manchen älteren deutschen Stücken wird der Ausdruck Akt wörtlich mit Handlung übersetzt; in anderen wird er als Aufzug, vom Aufziehen des Vorhangs beim Beginn jedes Aktes, bezeichnet.

## Geschichte
Als Akt wurde ein Teil eines Bühnenstücks bezeichnet, wenn diese innerhalb des Handlungsablaufes eine in sich geschlossene Stufe bildete. Traten mehrere dieser Handlungsszenen auf, so wurden sie ab dem 16. Jahrhundert auf der Bühne durch Aufziehen oder Herabsenken des Vorhangs kenntlich gemach, was daher auch als Aufzug bezeichnet wurde. In der Antike gab es derartige Aufzüge noch nicht. Die Einteilung in Akte oder Aufzüge verbreitete sich insbesondere durch die Einführung der Guckkastenbühne. In der Periode der klassischen Dramaturgie, gab es eine symmetrische Fünfzahl an Szenen, im Naturalismus waren die Werke zumeist in 4 Akte aufgeteilt, spätere Dramen bestanden auch aus 3 Akten oder wurden als Einakter dargeboten. Mit dem Auftreten des Expressionismus wurde die Akteinteilung zugunsten einer freieren Dramengestaltung zurückgedrängt.
In der französischen Klassik gab es sehr genaue, geradezu pedantische Vorstellungen über Art und Anzahl der Akte (Regeldrama), für die man sich auf die Antike berief.
Manchmal werden die Gliederung in Akte (die der Logik der Handlung entspricht) und die Gliederung in Bilder (nach den Schauplätzen der Handlung) verwechselt oder vermischt, weil sich nach jedem Akt oder Bild der Vorhang schließt. Nach den Regeln der französischen Klassik sollte ein Akt nur an einem Ort und zu einer Zeit stattfinden. In größeren Stücken enthält jeder Akt mehrere Bilder, und jedes Bild enthält in der Regel mehrere Szenen. In der Dramatik seit dem 20. Jahrhundert wird die Einteilung in Akte zumeist aufgegeben und durch Überlegungen, ob und wo eine Pause angebracht ist, ersetzt.
Zum Wechsel der Dekoration oder dem Umbau des Bühnenbildes kann ein sogenannter Zwischenvorhang eingesetzt werden, ohne dass der eigentliche Akt beendet wurde. Die Pause der Darstellung zwischen den einzelnen Akten wird als Zwischenakt bezeichnet.

## Zahl der Akte
Die Einakter sind aus Zwischenspielen zwischen den Akten größerer Stücke im 17./18. Jahrhundert entstanden. Im 18./19. Jahrhundert führte man auch mehrere einaktige Dramen am selben Abend auf, oder eine Kombination von einaktigem Schauspiel und einaktigem Ballett.
Einfache, wenig verwickelte Handlungen lassen sich in einem oder zwei Akten durchführen. Am häufigsten seit dem 18. Jahrhundert sind jedoch die Gliederungen in drei und in fünf Akte.
Drei Akte

Wenn sich die dramatische Handlung in drei Unterabteilungen gliedert, nämlich die Information über die Voraussetzungen (Exposition), die Zuspitzung der Konflikte bis zum Höhepunkt (Entwicklung) und die Lösung (Komödie) bzw. die Katastrophe (Tragödie), ist die Einteilung in drei Akte naheliegend.
Da allerdings die Entwicklung im Verhältnis zu den beiden anderen Akten, die Exposition und Lösung enthalten, bei weitem der reichhaltigere Teil ist und sich oft nicht in einen Akt zusammendrängen lässt, zerfällt sie in den größeren Stücken wieder in drei Teile, sodass das Ganze aus fünf Akten besteht.
Vier Akte

Die Teilung in vier Akte kommt seltener vor, vor allem im 19. Jahrhundert oder in Stücken der Moderne wie beispielsweise Friedrich Dürrenmatts Romulus der Große.
Fünf Akte

Klassische und klassizistische Schauspiele und Opern zeichnen sich seit dem 17. Jahrhundert durch fünf Akte aus. Die Gliederung des Dramas in fünf Akte geht auf die Poetik des Horaz zurück und trifft für das antike griechische Theater nicht unumschränkt zu. Die Komödien der römischen Dichter Plautus und Terenz haben jedoch alle fünf Akte.
Gustav Freytag gliedert die fünf Akte wie folgt:
1. Exposition
2. Steigende Handlung mit erregendem Moment
3. Höhepunkt und Peripetie
4. Fallende Handlung mit retardierendem Moment
5. Katastrophe

In der Exposition werden in einem Drama zunächst die Charaktere und die Situationen der handelnden Personen beleuchtet. Es folgt die Peripetie, in der eine Wendung des Schicksals zum Bessern oder Schlimmeren erfolgt. Den Schluss bildet dann die Katastrophe oder der gute Ausgang. Zwischen diese drei Hauptteile des Dramas können weitere Akte eingeschoben werden. In der Regel erfolgt dies so, dass die Gesamtzahl der Akte ungerade bleibt.
Mehr als fünf Akte

Mehr als fünf Akte sind ebenfalls selten. Wenn der Stoff von solchem Umfang ist, dass der Autor meint, ihn in fünf Akten nicht unterbringen zu können, so hängt er ein Vor- oder Nachspiel (Prolog, Epilog) an. Indische oder chinesische Dramen können mehr als 5 Akte aufweisen, die chinesischen sogar bis zu 21.

## Dramaturgie eines Akts
Am Schluss eines Aktes tritt ein Zwischenakt ein, der dem Zuschauer Zeit gönnen soll, sich des empfangenen Eindrucks bewusst zu werden und sich in die rechte Stimmung für das Folgende zu versetzen. Abgesehen hiervon machen in größeren Dramen auch äußere Umstände wie der Umbau auf der Szene das Eintreten solcher Ruhepunkte nötig. Manchmal hat jeder Akt des Stücks einen eigenen Titel.
Der Name Zwischenakt rührt wahrscheinlich davon her, dass früher (namentlich in den englischen Volkstheatern) in den Pausen von anderen Schauspielern kleine Zwischenstücke oder Tänze aufgeführt wurden, an deren Stelle später im modernen Theater musikalische Produktionen traten (siehe Entracte, Zwischenspiel).
Es ist eine Hauptforderung der Dramatik, dass die Akte nicht nach Willkür oder lediglich in Berücksichtigung von Äußerlichkeiten gemacht, sondern durch innere Notwendigkeit geboten sind. Jeder einzelne Akt soll für sich eine Art Ganzes bilden, zugleich aber auch wieder ein Glied, das erst in Verbindung mit anderen Gliedern, das heißt mit den übrigen Akten, einen lebendigen Organismus ausmacht. Wiewohl also jeder Akt schon an und für sich dem Zuschauer eine gewisse Befriedigung gewähren soll, so sollte er doch die Spannung desselben auf die weitere Entwicklung nicht schwächen, sondern vielmehr noch steigern.